# Waratto
Waratto také Waratton (7. století - 686) byl významný franský aristokrat z oblasti Rouen na dolní Seině, který byl po dvě období majordomem královského paláce v Neustrii.
Poprvé se ujal funkce majordoma v roce 680 či 681 po smrti Ebroina, který byl zavražděn daňovým úředníkem Ermenfredem. Ermenfred po vraždě pobral majetek a uprchl do Austrasie. Franské právo umožňovalo pomstít vraždu Warattova předchůdce, což pro samotného Warattona znamenalo zaútočit na Austrasii, která vrahovi poskytla azyl. Situace však byla hodně napjatá, Waratto byl pánem slabé moci, oproti tomu v Austrasii ve funkci majordoma vládl schopnější Pipin II. Prostřední, navíc obě země měly společného krále Theudericha III. V této složité situaci Waratto raději s Austrasií uzavřel mír. Tato situace se nelíbila neustrijské šlechtě, která se shromáždila kolem Warattova syna Gistemara. Gistemar vnímal manželskou politiku svého otce s ohledem na dceru Anstrudu negativně, věděl, že následnictví ve funkci majordoma nezíská a proto se postavil do opozice. V roce 684 otce svrhnul a uzavřený mír s Austrasií zrušil. V bitvě u Namuru pak ausrasijského majordoma Pepina II. porazil. Když ještě v témže roce Gistemar zemřel, do funkce majordoma se vrátil Waratto, který zemřel o dva roky později. Vdově po Warattonovi, Anseflédě se podařilo do funkce majordoma prosadit Berchara, který byl Warattonův zeť.
Waratto byl ženatý s Anseflédou s níž měl dvě děti, syna Gistemara, majordoma v Neustrii a dceru Anstrudu, provdanou nejprve za Berchara, majordoma královského paláce v Neustrii a Burgundsku (684-687) a poté za Drogona z Champagne, Pepinova nejstaršího syna.